# S.R.C.
S.R.C. o SRC fou una marca catalana d'automòbils, fabricats per l'empresa Stevenson, Romagosa y Cía a Barcelona entre 1921 i 1925. S.R.C. era una antiga empresa carrossera i concessionària de diverses marques (cotxes Studebaker, camions Caldon i tractors Glasgow i Traylor), amb tallers al número 492-498 del carrer València i local d'exposicions al número 54 del Passeig de Gràcia. El 1921 va esdevenir fabricant d'automòbils en comprar-li a Joaquim Matas, el fabricant dels cotxes Matas, les patents i bona part de la maquinària útil per a la fabricació dels seus models.

## Història
En començar S.R.C. amb la fabricació dels antics Matas, no va introduir-hi quasi cap modificació i ambdós models eren idèntics, tret de la marca. A la Fira de Barcelona de 1921 es va presentar un S.R.C. més ben acabat, pintat de color crema i amb una estatueta al radiador. La propaganda de la marca anomenava aquest cotxe "El petit Rolls Royce". En aquesta exposició hi va presentar dos models de 8/10 HP, un d'equipat amb motor Dorman i l'altre, amb Continental.
El model no va patir pràcticament cap evolució mentre va estar en producció, fins al 1925. Quan S.R.C. en va abandonar la fabricació, l'empresa va seguir amb les seves antigues representacions de marques internacionals i els seus tallers.